# Double monarchie
Une double monarchie apparaît lorsque deux royaumes différents sont dirigés par le même monarque, suivent la même politique étrangère, forment une union douanière entre eux, partagent les mêmes forces armées, mais sont tout de même en autogouvernance. Ce terme est typiquement utilisé pour désigner l'Autriche-Hongrie, une double monarchie ayant existé de 1867 à 1918, issue du partage de l'empire d'Autriche par le compromis austro-hongrois.
Plus tard, des historiens ont élargi ce terme pour désigner d'autres cas où deux monarchies étaient dirigés par un même monarque, tel le roi Henri VI qui fut à la fois roi de France et d'Angleterre au XVe siècle, la « double monarchie scandinave » ayant existé de 1534 à 1814 ou encore, sous certains hospodars du XVIIIe siècle, la « double monarchie moldo-valaque » tributaire de l'Empire ottoman.
Une union personnelle concernant deux royaumes n'est pas forcément une double monarchie. Dans une union personnelle, plusieurs royaumes sont dirigés par le même monarque, mais ne partagent aucune structure gouvernementale, appliquent des politiques différentes et ont chacun leurs propres forces armées : c'est le cas, notamment, du Commonwealth britannique.